# Daalder

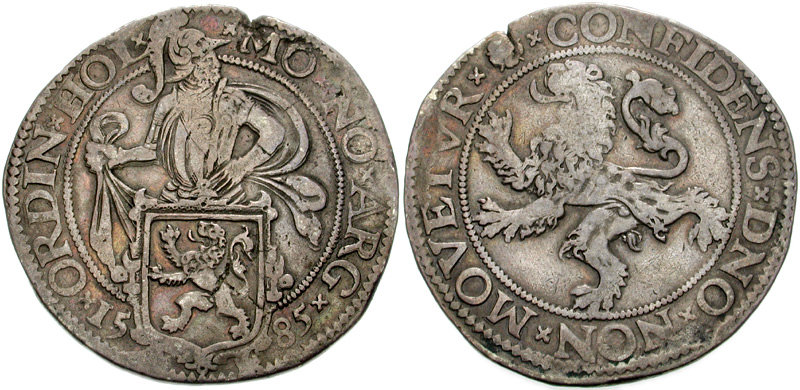
Holandia, Leeuwendaalder

Daalder – nazwa północnoniderlandzkiego talara bitego od XVI do XIX wieku.